# Oscar de Zalameda
Oscar de Zalameda (Lucban, 24 september 1930 - Lucena, 10 juli 2010) was een Filipijns kunstschilder.
De Zalameda was de favoriete kunstschilder van voormalig presidentsvrouw Imelda Marcos. In 1970 kreeg hij als een van de eerste schilders de jaarlijkse Quezon Medalya ng Karangalan toegekend. In 2006 onderscheidde toenmalig president Gloria Macapagal-Arroyo hem nog met de Presidential Medal of Merit. De Zalameda overleed op 79-jarige leeftijd in Carmel General Diocesan General Hospital in Lucena.